# Athalia (Mendelssohn)
Athalia ist eine Schauspielmusik, die Felix Mendelssohn Bartholdy in den Jahren 1843–45 im Auftrag des preußischen Königs Friedrich Wilhelms IV. zum Schauspiel Athalie des französischen Dramatikers Jean Racine komponierte. Das Werk hat die Opuszahl 74. Zum Verständnis der Entstehung dieses Werks sind drei historische Schichten zu berücksichtigen:
- die biblische Geschichte, die heute in die zweite Hälfte des 9. Jahrhunderts v. Chr. datiert wird,
- das darauf basierende Athalia-Drama von Jean Racine (1691) und
- Mendelssohns Schauspielmusik mit der Vertonung der Chorpartien (1843–45) (in drei Versionen).

## Der biblische Stoff
Die Handlung spielt in der Zeit der zwei jüdischen Reiche Israel (Nordreich) und Juda (Südreich, mit der Hauptstadt Jerusalem), etwa sieben Generationen nach David. Die Israeliten leben in einem tiefen religiösen Konflikt: Ein Teil waren Anhänger Baals, ein anderer Teil hing dem monotheistischen Jahwe-Glauben an (vgl. Mendelssohns Oratorium Elias). Das Leben von Athalia wird in der Bibel an zwei Stellen behandelt: im 2. Buch der Könige Kapitel 11 sowie im 2. Buch der Chronik in den Kapiteln 22–23. Die Unterschiede in der Darstellung der Athalia-Geschichte sind gering. Die im Folgenden angegebenen Jahreszahlen stammen aus der Chronologie von Rüdiger Liwak 2004; sie können von älteren Datierungen um bis zu fünf Jahre abweichen.
Athalia war die Tochter des Königs Ahab von Israel, der unter dem Einfluss seiner phönizischen Ehefrau Isebel zum Baal-Anhänger geworden war und den Baal-Kult in Israel eingeführt hatte. Athalia heiratete König Joram von Juda aus dem Hause Davids (reg. 852–845), der unter ihrem Einfluss ebenfalls vom Jahwe-Glauben abfällt und zum Baal-Anhänger wurde. Dafür wurde er von Gott durch schwere Niederlagen in Kriegen, den Verlust seiner Söhne (bis auf Ahasja) und eine tödliche Krankheit gestraft.
Sein einzig überlebender Sohn Ahasja regierte nach Jorams Tod nur wenige Monate im Jahr 845; er wurde durch Jehu, den König des Nordreichs, getötet. Daraufhin ließ Athalia alle Enkel des Joram, als potentiellen Nachfolger auf dem Königsthron von Juda, umbringen, um das Haus Davids auszurotten, ihre eigene Machtposition zu stärken und den Baal-Kult in Juda durchzusetzen. Ein einziger Enkel entkam dem Gemetzel durch den Einsatz der Josabeth, einer Schwester des Ahasja und Tochter des Joram: Der Säugling Joas wurde im Jerusalemer Tempel versteckt und dort vom Hohenpriester Joad (Jojada), dem Ehemann der Josabeth, heimlich aufgezogen.
Da unter Athalias Regentschaft 845–840 – sie wurde nicht zur Königin gekrönt – der Einfluss der Baal-Anhänger immer größer wurde, verbündete sich Joad, dem die Priester (Kohanim) und Leviten unterstanden, mit den Hundertschaftsführern Judas und begann einen Aufstand gegen Athalia. Sein Faustpfand war Joas, den er im Alter von nur sieben Jahren auf den Stufen des Tempels zum König von Juda krönte (840). Damit sorgte er für die Fortsetzung der Herrschaft des Hauses David, von dessen Fortbestand die Erfüllung der göttlichen Verheißungen für das Volk Israels abhängt. Athalia und ihr Anhang mussten sich geschlagen geben; sie wurde am selben Tag getötet.
Joas regierte rund 40 Jahre (ca. 840–801), zunächst als "rechtgläubiger" König. Später wird auch er zum Baal-Anhänger und lässt den Propheten Sacharja (nicht zu verwechseln mit dem gleichnamigen Propheten mit eigenem biblischen Buch), den Sohn des Joad und der Josabeth, umbringen.

## Racines Drama
Der Athalia-Stoff wurde mehrfach dramatisch und musikalisch bearbeit, z. B. in Händels Oratorium Athalia (1733, HWV 52). Reischert 2001 listet insgesamt 31 musikalische Fassungen auf. Die bedeutendste dramatische Fassung ist die von Jean Racine (1639–99), der den Stoff in seinem letzten Drama 1691 verarbeitet. Auch Händels Libretto geht auf diese zurück.
Racine versuchte, den Stil der antiken griechischen Tragödie zu verwirklichen. Das impliziert die Einheit von Ort und Zeit: In der Tat behandelt das Drama nur den Tag der Krönung von Joas zum König, der gleichzeitig zum Todestag seiner Großmutter Athalia wird; die gesamte Handlung des Dramas findet im und vor dem Tempel statt. Die Vorgeschichte wird durch Hinweise der Akteure, vor allem aber durch die Ausführungen des (Sprech-)Chores deutlich, der, ganz im Sinne der antiken Tragödie, jeweils am Ende der drei Akte das Geschehen betrachtet und in einen größeren Zusammenhang einordnet. Den Chor bilden Mädchen aus dem Stamme Levi, Chorführerinnen sind Sulamith (eine Tochter des Joad, eine Erfindung Racines) sowie Joads Frau Josabeth.
Racine bezieht sich zwar auf den biblischen Stoff, erweitert ihn aber um prophetische Komponenten, die das Kommen des Messias ankündigen und Bezug zur Offenbarung des Johannes haben.

## Mendelssohns Schauspielmusik
Felix Mendelssohn Bartholdy komponierte seine Musik zu Racines Athalia (op. 74) im Auftrag des preußischen Königs Friedrich Wilhelms IV. in mehreren Fassungen in den Jahren 1843–45. Friedrich Wilhelm hatte großes Interesse, antike und andere bedeutende Dramen an seinem Hof aufführen zu lassen. Mendelssohn war in dieser Zeit für einige Jahre sein Generalmusikdirektor und Hofkomponist. Bei der Aufführung der Dramen sollten die Chorpartien vertont werden; außerdem waren Ouvertüren und Zwischenaktmusiken zu komponieren. Außer der Musik zu Athalia (op. 74) entstanden so Mendelssohns Werke zur Antigone (op. 55), zum Sommernachtstraum (op. 61) und zum Ödipus auf Kolonos (ohne Opuszahl).

### Erste Fassung
In einer ersten Fassung (1843) vertonte Mendelssohn nur die Chorpartien von Racines Athalia, und zwar in französischer Originalsprache; den Chor besetzte er konsequenterweise ausschließlich mit Frauenstimmen, die lediglich vom Klavier begleitet wurden. Das Werk wurde in dieser Version nie aufgeführt, denn der König wünschte eine Aufführung in deutscher Sprache. In diesem Brief betont Mendelssohn auch, dass seine Musik privatissime beim König aufgeführt werden sollte und nicht für eine öffentliche Aufführung vorgesehen sei.

### Zweite Fassung
Die Dramentexte lagen schon lange in einer deutschen Übersetzung durch Ernst Raupach (1784–1852) vor. Der König beauftragte ihn 1842 auch mit der Übersetzung der Chorpartien. Mit dieser Übersetzung konnte sich Mendelssohn nicht anfreunden. Sie schienen ihm für eine Vertonung nicht geeignet schienen, weswegen er in seiner ersten Fassung das französische Original herangezogen hatte. Schließlich übersetzte Mendelssohn die Chorpartien selbst und vertonte diese Eigenfassung. Er beließ es nicht bei der Änderung der Textbasis, sondern überarbeitete seine Erstfassung auch in musikalischer Hinsicht sehr gründlich: In den Chören wurden Männerstimmen eingeführt, der Klaviersatz wurde zum vollen Orchestersatz erweitert, auch melodische Verläufe wurden geändert. Allerdings bestand diese zweite Fassung nach wie vor im Wesentlichen aus der Vertonung der Chorpartien am Ende der drei Akte und einem kurzen Schlusschor. Eine Aufführung wurde für September 1843 geplant. Obwohl die geänderte Partitur rechtzeitig vorlag, kam es nicht zur Aufführung. Antigone und der Sommernachtstraum wurden vorgezogen.

### Dritte und endgültige Fassung
Erst im Mai 1844 wurde die Aufführungspläne wieder aufgegriffen, und zwar aus Anlass eines bevorstehenden Besuchs der russischen Zarin (geb. Charlotte von Preußen) in Berlin. Der damals in London weilende Mendelssohn wurde vom König gebeten, eine Ouvertüre zur Athalia zu verfassen, was er trotz seiner zahlreichen Londoner Verpflichtungen bis Mitte Juni erledigte (die Ouvertüre weist allerdings kaum motivische Bindungen zum Rest des Werkes auf). Zusätzlich schickte er eine erweiterte Fassung des Schlusschors sowie einen instrumentalen Kriegsmarsch der Priester nach Berlin. Jedoch wurde die Aufführung mehrmals bis zu seiner Rückkehr aufgeschoben.
Nach erneuter Erweiterung des Schlusschors und der Straffung anderer vokaler Passagen wurde das Werk schließlich am 1. Dezember 1845 im Königlichen Theater in Berlin-Charlottenburg privatissime uraufgeführt. Am 8. Januar 1846 kam es zur ersten öffentlichen Aufführung in Potsdam. Zwar wurde die Athalia-Musik zu Lebzeiten Mendelssohns nicht gedruckt, dennoch kam es zu mehreren Aufführungen in Deutschland und sogar in England (zunächst in französischer, dann in englischer Sprache).

## Musikalische Form
In der endgültigen Gestalt umfasste Mendelssohns Athalia ganz unterschiedliche Formen: instrumentale Sätze (Ouvertüre, Kriegsmarsch), Soli und Ensemble für Soprane und Alt, Chöre (SATB, SA, TB) mit Orchester sowie melodramatische Abschnitte mit der Vereinigung von Musik und gesprochenem Text (z. B. die Vision des Hohenpriesters). Die Vertonung ist weitgehend syllabisch (Silbe und Ton fallen zusammen) und besitzt dadurch eine hohe Textverständlichkeit. Charakteristische Chorthemen werden als Einwürfe durch das ganze Stück verwendet, sie tragen sehr zum einheitlichen Gesamtcharakter bei.
Da die Gesamtaufführung von Racines Drama mit Mendelssohns Musik mehr als drei Stunden dauerte, begann man die Musik schon früh vom Drama zu lösen. Die nichtchorischen Texte Racines wurde durch erklärende Zwischentexte ersetzt, die die musikalischen Elemente miteinander verbinden sollten. Mendelssohns Freund, der Sänger, Schauspieler und Regisseur Eduard Devrient (1801–1877) veröffentlichte bereits 1849, zwei Jahre nach Mendelssohns Tod, Zwischenreden, die seitdem fast immer bei den Aufführungen der Athalia Verwendung finden.